# Грудичино
Груди́чино (бел. Грудзі́чына) — посёлок в составе Черноборского сельсовета Быховского района Могилёвской области Республики Беларусь.
Рядом с населённым пунктом находится несколько баз отдыха.
На картах деревня с довоенных времен ошибочно обозначается как «Груднички».

## Географическое положение
В 55 км от Могилёва, в 25 км от железнодорожной станции Друть (железная дорога Могилев — Осиповичи).

### Водная система
У впадения реки Вепринка в Чигиринское водохранилище.

## Население
- 1909 год — 72 человека
- 2010 год — 11 человек

## История

### Российская империя
Основана в 1890-х годах на месте урочища Грудичин, на землях, приобретенных жителями соседней деревни Проточное у помещика. Земля разделялась на 2 отруба и на 2 отдельных хутора, то есть существовала Старая Грудичинь (расселена перед войной) и Новая Грудичинь.
В деревне и на расположенных рядом хуторах проживали следующие семьи: Жуковы, Сиваковы, Яскевичи (все — из д. Проточное Чигиринской волости Быховского уезда), Демьяновичи-Самсоновы, Свирковы (все — из д. Черебомир Чигиринской волости Быховского уезда), Дудковы-Дудкины (из д. Каличонка или Городище Городищенской волости Быховского уезда), Якимченки-Дерюгины (из д. Колбово Чигиринской волости Быховского уезда), Кирпиченки, Малаховы (часть выехала в Сибирь), Матвеенки.
Несколько человек в 1913 году выехало в США: Петр Дудкин (вернулся, построил хороший дом, имел колеса на железном ходу, расстрелян полицаями в войну), Герасим Жуков (не вернулся: якобы посажен на электрический стул).
В 1909 году 7 дворов, 72 жителя, водяная мельница.

### СССР
В 1930 образован колхоз «I пятилетка», первый председатель — Сиваков Михаил Хвядосович.

## Погибшие на фронтахВеликой Отечественной войны
1. Дудкин Николай Устинович 1922—1945
2. Жуков Антон Никанорович 1907—(1941…1945) — жил в д. Колбово.
3. Жуков Иван Никанорович 1905—1941 — погиб в концлагере.
4. Сиваков Адам Васильевич 1918—1941
5. Сиваков Павел Петрович 1895—(1941…1945) — капитан.
6. Якимченко Яков Фомич 1907—(1941…1945)
7. Яскевич Марк Дорофеевич 1906—(1941…1945) — Пропал без вести.
8. Яскевич Михаил Парфенович 1919—1944 — умер на фронте от ран.